# Каппа Волопаса
Каппа Волопаса (лат. κ Boötis), 17 Волопаса (лат. 17 Boötis) — кратная звезда в созвездии Волопаса на расстоянии приблизительно 154 световых лет (около 47,2 парсеков) от Солнца. Возраст звезды определён как около 500 млн лет.

## Характеристики
Первый компонент (HD 124675) — белая пульсирующая переменная звезда типа Дельты Щита (DSCTC) спектрального класса A8IV, или A7IV, или A7V, или A5. Видимая звёздная величина звезды — от +4,58m до +4,5m. Масса — около 2,195 солнечных, радиус — около 3,46 солнечных, светимость — около 30,431 солнечных. Эффективная температура — около 7292 K.
Второй компонент (HD 124674) — жёлто-белая звезда спектрального класса F1V, или F2V. Видимая звёздная величина звезды — +6,6m. Масса — около 1,4 солнечной, радиус — около 1,43 солнечного, светимость — около 3,801 солнечных. Эффективная температура — около 6744 K. Орбитальный период — около 6675 лет. Удалён на 13,3 угловых секунды.
Третий компонент — красный карлик спектрального класса M. Масса — около 306,65 юпитерианских (0,2927 солнечной). Орбитальный период вокруг второго компонента — около 4,9041 лет. Удалён от второго компонента на 1,673 а.е..
Четвёртый компонент (WDS J14135+5147C). Видимая звёздная величина звезды — +16,9m. Удалён от первого компонента на 108,6 угловых секунды, от второго компонента на 121,8 угловых секунды.

## Планетная система
В 2019 году учёными, анализирующими данные проектов HIPPARCOS и Gaia, у звезды обнаружена планета.